# Ángel Di María
Ángel Fabián Di María Hernández (født 14. februar 1988) er en argentinsk professionel fodboldspiller, som spiller fløjspiller for Primeira Liga-klubben Benfica og for Argentinas landshold.

## Klubkarriere

### Rosario Central
Di María begyndte sin karriere med lokalklubben Rosario Central, hvor han gjorde sin professionelle debut i december 2005.

### Benfica
Di María skiftede i juli 2007 til portugisiske Benfica.

### Real Madrid
Efter at have imponeret for Benfica og ved verdensmesterskabet i 2010, skiftede Di María i juli 2010 til Real Madrid. Han spillede som en fast del af mandskabet i sine første sæsoner hos klubben. Efter ankomsten af Gareth Bale var der rygter om at han var på vej ud, men i stedet valgte træner Carlo Ancelotti at bruge Di María som offensiv midtbanespiller, som vidste sig at være en succes.

### Manchester United
Di María skiftede i august 2014 til Manchester United, i en aftale som satte den daværende rekord for det største transferindkøb for en britisk klub på det tidspunkt. Di María indrømmede i et åbent brev til Real Madrid fans efter skiftet at det ikke var hans ønske at forlade, men at der var nogen i klubben som ikke ønskede ham der længere. Hans debutsæson, som også ville være hans eneste for klubben, var ikke nogen succes, og han blev efter sæsonen kåret til årets værste transfer i England.

### Paris Saint-Germain
Di María skiftede i august 2015 til Paris Saint-Germain. Han havde en fantastisk debutsæson for PSG, da han satte en ny rekord for flest assists i en sæson i Ligue 1, da han lavede 18 assists for sæsonen.
Di María var over de næste sæsoner en central del af PSG mandskabet. Den 19. maj 2021 lavede han sin assist nummer 104 for PSG, og satte hermed en ny klubrekord for flest assist nogensinde. Han forlod klubben efter 2021-22 sæsonen, med en total af 92 mål og 112 assists i sin tid hos klubben.

### Juventus
Di María skiftede i juli 2022 til Juventus.
Benfica
Di María skiftede i juni 2023 tilbage til Benfica igen som fri agent.

## Landsholdskarriere

### Ungdomslandshold
Di María har repræsenteret Argentina på U/20-niveau. Han var del af Argentinas trup som vandt U/20-verdensmesterskabet i 2007.

### Olympiske landshold
Di María var del af Argentinas trup som vandt guld ved sommer-OL 2008, da han scorede det vindene mål i finalekampen.

### Seniorlandshold
Di María debuterede for Argentinas landshold den 6. september 2008. Han har siden været del af Argentinas trupper til flere internationale turneringer. Han spillede den 29. juni 2019 sin kamp nummer 100 for Argentinas landshold, og blev hermed kun den sjette spiller til at runde dette antal.

## Titler
Benfica
- Primeira Liga: 1 (2009-10)
- Taça da Liga: 2 (2008-09, 2009-10)

Real Madrid
- La Liga: 1 (2011-12)
- Copa del Rey: 2 (2010-11, 2013-14)
- Supercopa de España: 1 (2012)
- UEFA Champions League: 1 (2013-14)
- UEFA Super Cup: 1 (2014)

Paris Saint-Germain
- Ligue 1: 5 (2015-16, 2017-18, 2018-19, 2019-20, 2021-22)
- Coupe de France: 5 (2015-16, 2016-17, 2017-18, 2019-20, 2020-21)
- Coupe de la Ligue: 4 (2015-16, 2016-17, 2017-18, 2019-20)
- Trophée des Champions: 4 (2016, 2018, 2019, 2020)

Argentina U/20
- U/20-Verdensmesterskabet: 1 (2007)

Argentina U/23
- Sommer-OL guldmedalje: 1 (2008)

Argentina
- Copa América: 1 (2021)
- world Cup 1 (2022)

Individuelt
- UEFA Champions League Sæsonens hold: 1 (2013-14)
- Verdensmesterskabet Dream Team: 1 (2014)
- Årets fodboldspiller i Argentina: 1 (2014)
- UEFA Årets hold: 1 (2014)
- FIFA FIFPro World11: 1 (2014)
- ESM Årets hold: 2 (2015-16, 2019-20)
- UNFP Ligue 1 Årets hold: 2 (2015-16, 2018-19)